# Tatiana Rutkowska
Tatiana Rutkowska (ur. 1926, zm. 2002) – polska indolożka, w latach 1955–1994 wykładowczyni Uniwersytetu Warszawskiego.

## Życiorys
Ukończyła studia na Uniwersytecie Leningradzkim (1949) pod kierunkiem A.P. Barannikowa.
W roku akademickim 1955/56 rozpoczęła pracę na Uniwersytecie Warszawskim. Początkowo wykładała język hindi. Tym samym zapoczątkowała tradycję akademickich studiów nad tym językiem – większość studentów indologii (a także studentów innych kierunków, którzy musieli poznać język hindi) na UW w latach 1955–1994 pobierała nauki właśnie u niej. W roku akademickim 1956/57 zaczęła też wykładać historię literatury powstałej w języku hindi w różnych epokach literackich i pochodzących z różnych obszarów.
Początki jej pracy naukowej i pedagogicznej nie były łatwe, głównie z powodu słabego dostępu do materiałów na temat języka hindi. Brakowało podstawowego księgozbioru w tym języku.
W roku 1968 uzyskała tytuł naukowy doktora (jej promotorem był Eugeniusz Słuszkiewicz). Rozprawa (nieopublikowana) dotyczyła średniowiecznej literatury hindi.
Rutkowska napisała wiele artykułów o początkach literatury hindi oraz o jej średniowiecznym okresie, m.in. Narodziny literatury hindi, Refleksje nad wczesnośredniowieczną balladą indyjską, W kręgu Ramajany. Z jej inicjatywy powstał też pierwszy akademicki podręcznik historii literatury hindi (Zarys historii literatury hindi, 1992), którego jest współautorką.